# Джеръм К. Джеръм
Джеръм Клапка Джеръм (среща се и като Джером Клапка Джером) (на английски: Jerome Klapka Jerome) е английски писател и драматург, най-популярен с хумористичните си романи и разкази.

## Биография
Джеръм К. Джеръм е роден през 1859 в Уолсол, Централна Англия. През 1873 напуска училище, след което работи като железопътен чиновник, учител, актьор и журналист. Придобива популярност с втората си книга „Празни мисли на един празен човек“ (1886). От 1892 до 1895 издава, заедно с Робърт Бар и Джордж Браун Бърджин, списанието „The Idler“, в което публикуват автори като Идън Филипотс, Марк Твен и Брет Харт.